# Boris Dimitrov
Boris Dimitrov (em búlgaro:  Димитров, 21 de julho de 1912 — data de morte desconhecido) foi um ciclista olímpico búlgaro. Representou sua nação nos Jogos Olímpicos de Verão de 1936.